# Ashby-de-la-Zouch
Ashby-de-la-Zouch is een civil parish in het bestuurlijke gebied North West Leicestershire, in het Engelse graafschap Leicestershire met 13.689 inwoners.

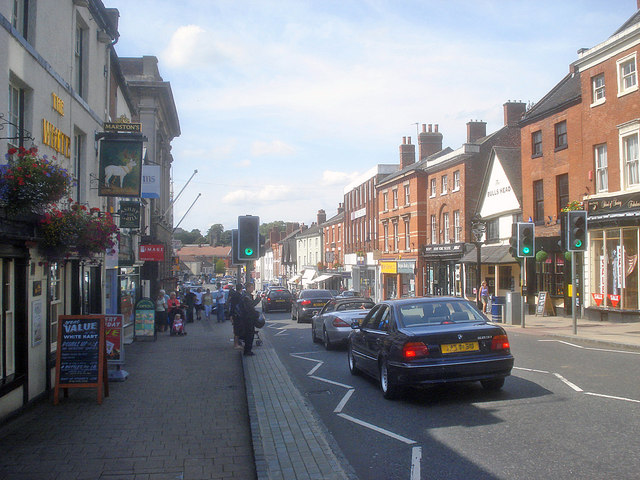
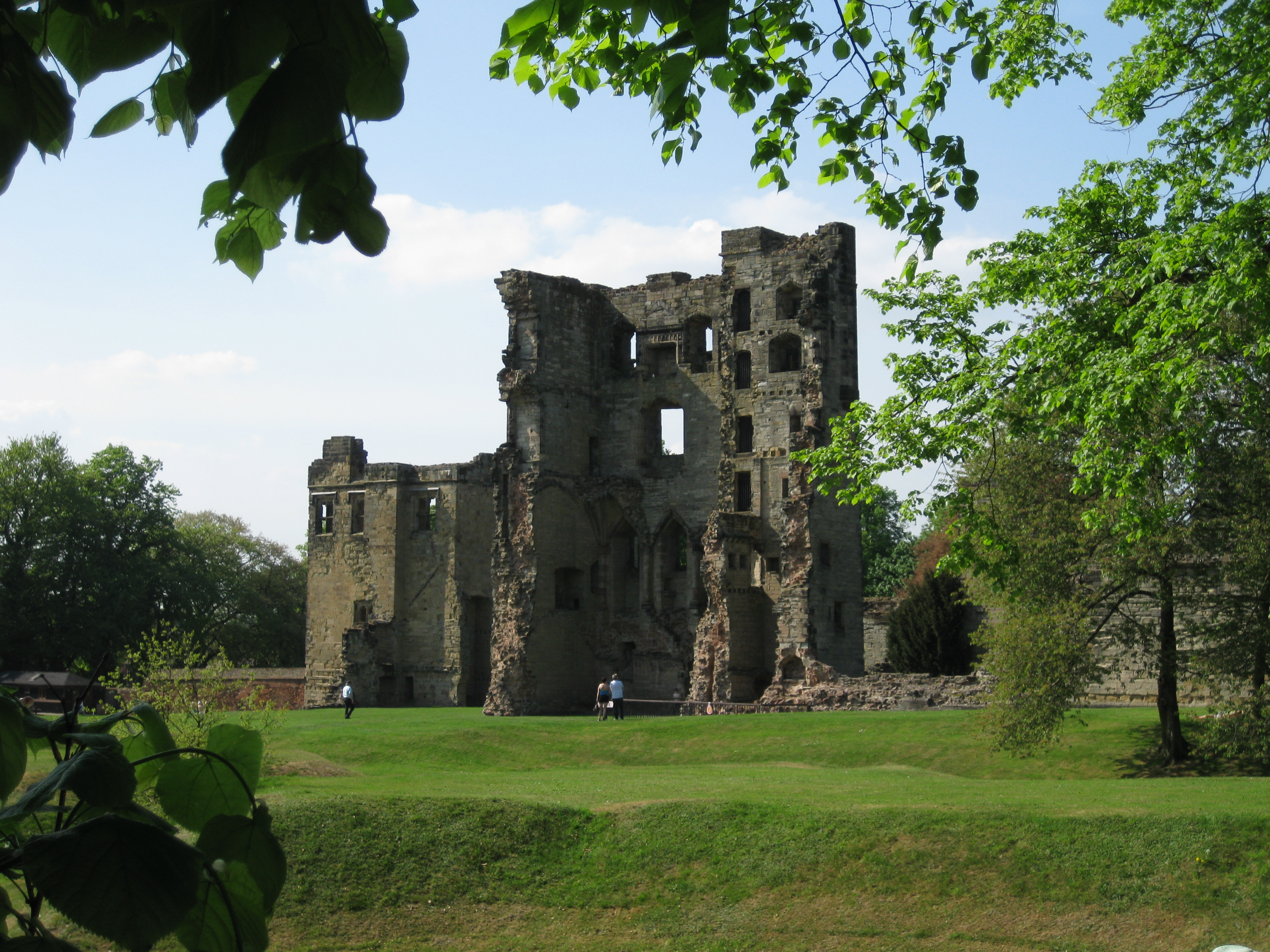
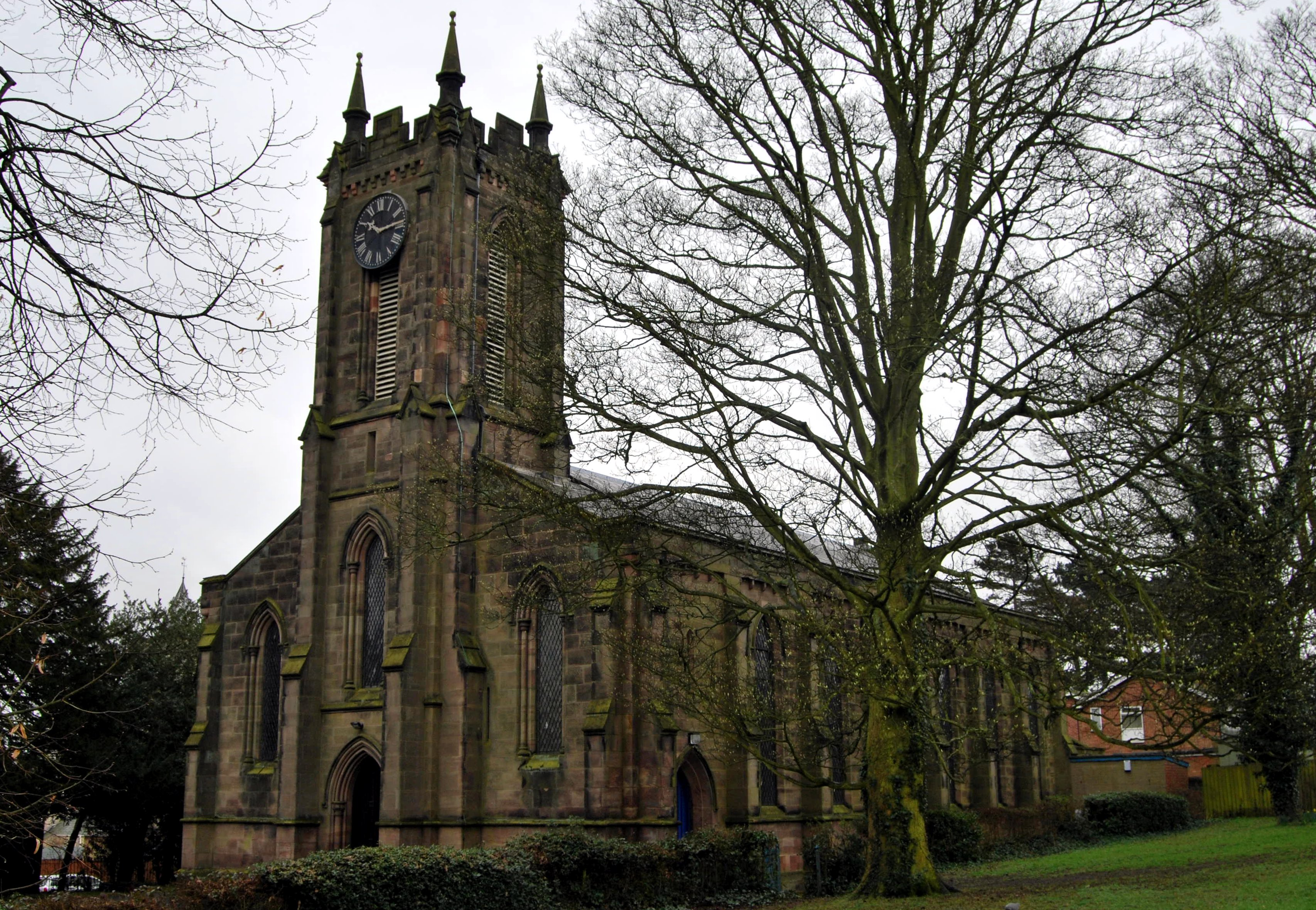
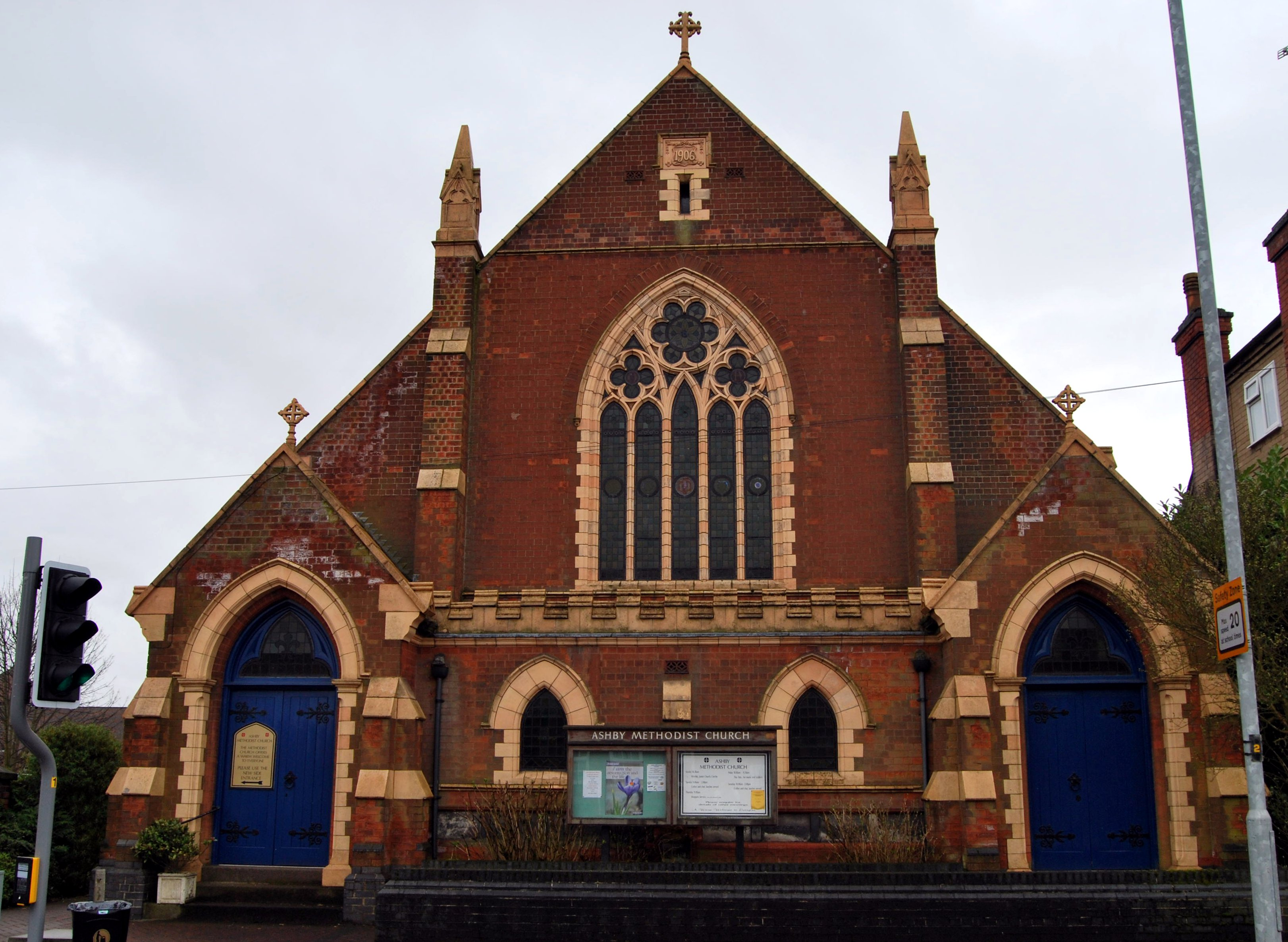
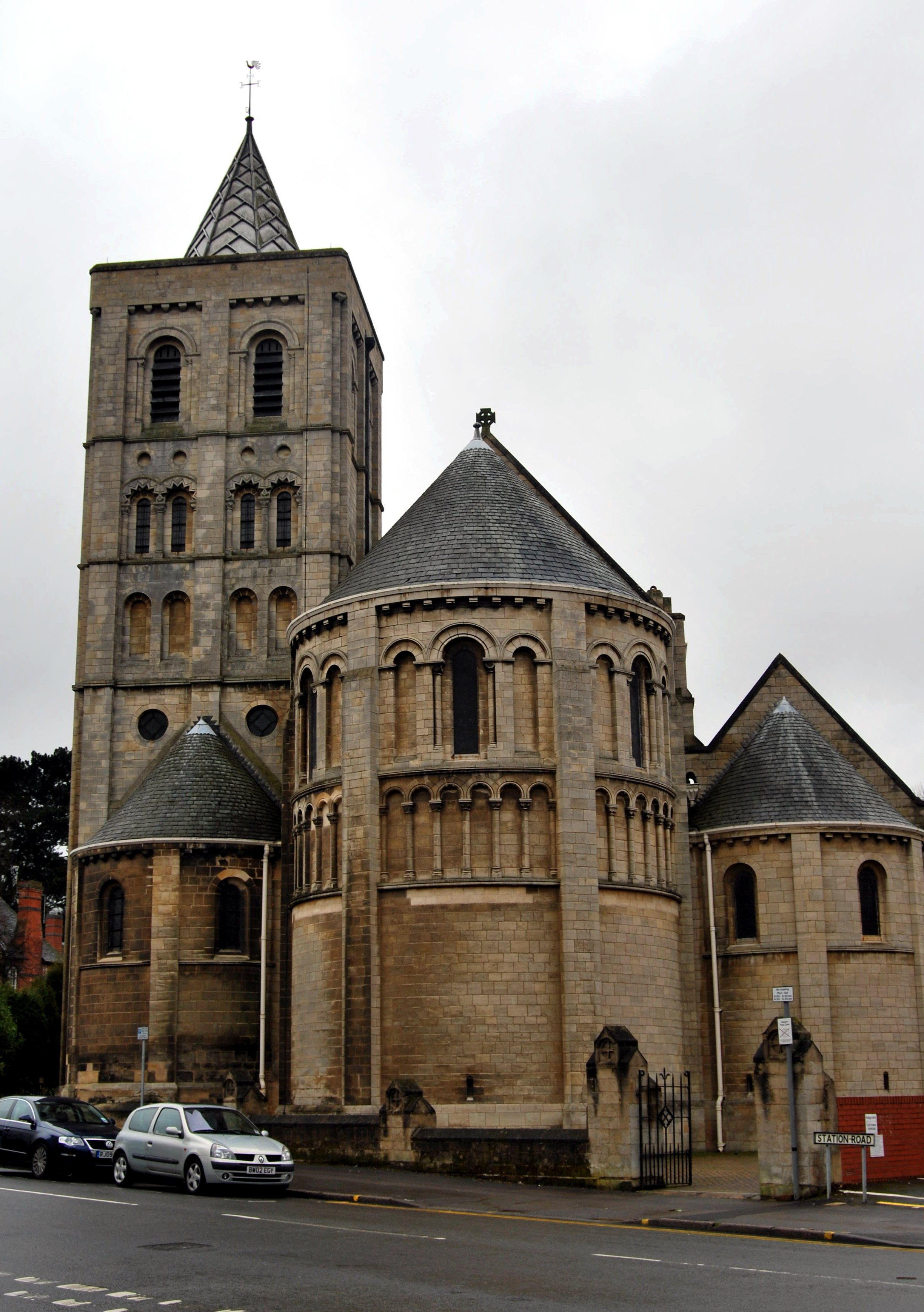
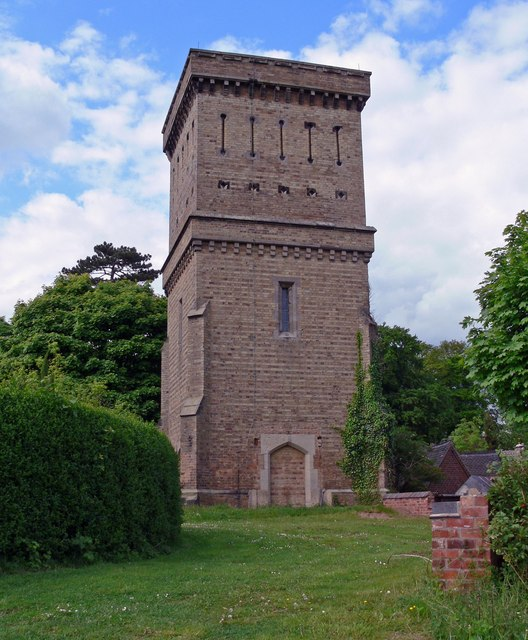